# Gran Premio motociclistico d'Australia 2003
Il Gran Premio motociclistico d'Australia 2003 corso il 19 ottobre, è stato il quindicesimo Gran Premio della stagione 2003 e ha visto vincere: nella MotoGP la Honda di Valentino Rossi, nella classe 250 la Honda di Roberto Rolfo e nella classe 125 la Honda di Andrea Ballerini.
Per il pilota italiano Ballerini e per Ajo Motorsport si tratta della prima vittoria nel motomondiale.

## MotoGP

### Arrivati al traguardo
| Pos. | Nº | Pilota            | Squadra                   | Motocicletta       | Giri | Tempo     | Griglia | Punti |
| ---- | -- | ----------------- | ------------------------- | ------------------ | ---- | --------- | ------- | ----- |
| 1º   | 46 | Valentino Rossi   | Repsol Honda              | Honda RC211V       | 27   | 41:53.543 | 1       | 25    |
| 2º   | 65 | Loris Capirossi   | Ducati Marlboro           | Ducati Desmosedici | 27   | +5.212    | 2       | 20    |
| 3º   | 69 | Nicky Hayden      | Repsol Honda              | Honda RC211V       | 27   | +12.039   | 5       | 16    |
| 4º   | 15 | Sete Gibernau     | Telefónica Movistar Honda | Honda RC211V       | 27   | +12.070   | 3       | 13    |
| 5º   | 11 | Tōru Ukawa        | Camel Pramac Pons         | Honda RC211V       | 27   | +12.294   | 8       | 11    |
| 6º   | 19 | Olivier Jacque    | Gauloises Yamaha          | Yamaha YZR-M1      | 27   | +28.017   | 15      | 10    |
| 7º   | 56 | Shin'ya Nakano    | d'Antín Yamaha            | Yamaha YZR-M1      | 27   | +28.044   | 11      | 9     |
| 8º   | 7  | Carlos Checa      | Fortuna Yamaha            | Yamaha YZR-M1      | 27   | +40.112   | 9       | 8     |
| 9º   | 10 | Kenny Roberts Jr  | Suzuki Grand Prix         | Suzuki GSV-R       | 27   | +41.410   | 14      | 7     |
| 10º  | 6  | Makoto Tamada     | Pramac Honda              | Honda RC211V       | 27   | +49.902   | 17      | 6     |
| 11º  | 99 | Jeremy McWilliams | Proton Team KR            | Proton KR5         | 27   | +51.260   | 10      | 5     |
| 12º  | 21 | John Hopkins      | Suzuki Grand Prix         | Suzuki GSV-R       | 27   | +54.101   | 13      | 4     |
| 13º  | 8  | Garry McCoy       | Kawasaki Racing           | Kawasaki ZX-RR     | 27   | +54.779   | 12      | 3     |
| 14º  | 41 | Noriyuki Haga     | Alice Aprilia Racing      | Aprilia RS Cube    | 27   | +1:01.520 | 19      | 2     |
| 15º  | 88 | Andrew Pitt       | Kawasaki Racing           | Kawasaki ZX-RR     | 27   | +1:06.080 | 21      | 1     |
| 16º  | 45 | Colin Edwards     | Alice Aprilia Racing      | Aprilia RS Cube    | 27   | +1:06.630 | 18      |       |
| 17º  | 3  | Max Biaggi        | Camel Pramac Pons         | Honda RC211V       | 27   | +1:14.003 | 6       |       |
| 18º  | 9  | Nobuatsu Aoki     | Proton Team KR            | Proton KR5         | 26   | +1 giro   | 20      |       |
| 19º  | 23 | Ryūichi Kiyonari  | Telefónica Movistar Honda | Honda RC211V       | 26   | +1 giro   | 22      |       |
| 20º  | 35 | Chris Burns       | WCM                       | Harris WCM         | 26   | +1 giro   | 24      |       |

### Ritirati
| Nº | Pilota         | Squadra          | Motocicletta       | Giri | Griglia |
| -- | -------------- | ---------------- | ------------------ | ---- | ------- |
| 33 | Marco Melandri | Fortuna Yamaha   | Yamaha YZR-M1      | 14   | 7       |
| 4  | Alex Barros    | Gauloises Yamaha | Yamaha YZR-M1      | 9    | 16      |
| 12 | Troy Bayliss   | Ducati Marlboro  | Ducati Desmosedici | 3    | 4       |
| 52 | David de Gea   | WCM              | Harris WCM         | 0    | 23      |

## Classe 250

### Arrivati al traguardo
| Pos. | Nº | Pilota                | Squadra                     | Motocicletta | Giri | Tempo     | Griglia | Punti |
| ---- | -- | --------------------- | --------------------------- | ------------ | ---- | --------- | ------- | ----- |
| 1º   | 3  | Roberto Rolfo         | Fortuna Honda               | Honda        | 25   | 45:14.993 | 8       | 25    |
| 2º   | 14 | Anthony West          | Zoppini Abruzzo             | Aprilia      | 25   | +14.040   | 11      | 20    |
| 3º   | 10 | Fonsi Nieto           | Repsol Telefonica Movistar  | Aprilia      | 25   | +33.511   | 5       | 16    |
| 4º   | 21 | Franco Battaini       | Campetella Racing           | Aprilia      | 25   | +54.252   | 3       | 13    |
| 5º   | 6  | Alex Debón            | Troll Honda BQR             | Honda        | 25   | +1:06.895 | 13      | 11    |
| 6º   | 8  | Naoki Matsudo         | Yamaha Kurz                 | Yamaha       | 25   | +1:06.943 | 9       | 10    |
| 7º   | 36 | Erwan Nigon           | Equipe de France - Scrab GP | Aprilia      | 25   | +1:13.421 | 12      | 9     |
| 8º   | 13 | Jaroslav Huleš        | Elit Grand Prix             | Honda        | 25   | +1:22.119 | 10      | 8     |
| 9º   | 54 | Manuel Poggiali       | MS Aprilia                  | Aprilia      | 25   | +1:22.163 | 7       | 7     |
| 10º  | 16 | Johan Stigefelt       | Zoppini Abruzzo             | Aprilia      | 25   | +1:25.303 | 22      | 6     |
| 11º  | 24 | Toni Elías            | Repsol Telefonica Movistar  | Aprilia      | 25   | +1:41.591 | 1       | 5     |
| 12º  | 52 | Lukáš Pešek           | Yamaha Kurz                 | Yamaha       | 25   | +2:49.682 | 18      | 4     |
| 13º  | 28 | Dirk Heidolf          | Aprilia Germany             | Aprilia      | 24   | +1 giro   | 17      | 3     |
| 14º  | 9  | Hugo Marchand         | Equipe de France - Scrab GP | Aprilia      | 24   | +1 giro   | 19      | 2     |
| 15º  | 57 | Chaz Davies           | Aprilia Germany             | Aprilia      | 24   | +1 giro   | 15      | 1     |
| 16º  | 33 | Héctor Faubel         | Aspar Junior                | Aprilia      | 24   | +1 giro   | 16      |       |
| 17º  | 18 | Henk van den Lagemaat | Dark Dog Molenaar           | Honda        | 23   | +2 giri   | 25      |       |
| 18º  | 11 | Joan Olivé            | Aspar Junior                | Aprilia      | 22   | +3 giri   | 20      |       |

### Ritirati
| Nº | Pilota           | Squadra                         | Motocicletta | Giri | Griglia |
| -- | ---------------- | ------------------------------- | ------------ | ---- | ------- |
| 7  | Randy de Puniet  | Safilo Oxydo-LCR                | Aprilia      | 23   | 4       |
| 15 | Christian Gemmel | Kiefer Castrol-Honda Racing     | Honda        | 19   | 23      |
| 34 | Eric Bataille    | Troll Honda BQR                 | Honda        | 16   | 14      |
| 5  | Sebastián Porto  | Telefonica Movistar jnr         | Honda        | 5    | 2       |
| 98 | Katja Poensgen   | Dark Dog Molenaar               | Honda        | 4    | 24      |
| 79 | Geoff Hardcastle | Hardcastle Communication Racing | Yamaha       | 4    | 26      |
| 26 | Alex Baldolini   | Matteoni Racing                 | Aprilia      | 2    | 21      |
| 50 | Sylvain Guintoli | Campetella Racing               | Aprilia      | 0    | 6       |

### Non qualificati
| Nº | Pilota          | Squadra                  | Motocicletta |
| -- | --------------- | ------------------------ | ------------ |
| 77 | Mark Rowling    | Turramurra Cyclery       | Yamaha       |
| 78 | Peter Taplin    | EMS Racing               | Honda        |
| 80 | Rodney Camm     | Awesome Discs Racing     | Honda        |
| 76 | Brett Underwood | Underwood Diesel Express | Yamaha       |

## Classe 125

### Arrivati al traguardo
| Pos. | Nº | Pilota           | Squadra                   | Motocicletta | Giri | Tempo     | Griglia | Punti |
| ---- | -- | ---------------- | ------------------------- | ------------ | ---- | --------- | ------- | ----- |
| 1º   | 50 | Andrea Ballerini | Ajo Motorsports           | Honda        | 23   | 43:41.886 | 23      | 25    |
| 2º   | 8  | Masao Azuma      | Ajo Motorsports           | Honda        | 23   | +8.849    | 17      | 20    |
| 3º   | 17 | Steve Jenkner    | Exalt Cycle Red Devil     | Aprilia      | 23   | +14.187   | 9       | 16    |
| 4º   | 19 | Álvaro Bautista  | Seedorf Racing            | Aprilia      | 23   | +14.752   | 16      | 13    |
| 5º   | 1  | Arnaud Vincent   | Sterilgarda Racing        | Aprilia      | 23   | +16.387   | 22      | 11    |
| 6º   | 80 | Héctor Barberá   | Master-MXOnda-Aspar       | Aprilia      | 23   | +22.852   | 6       | 10    |
| 7º   | 15 | Alex De Angelis  | Globet.com Racing         | Aprilia      | 23   | +23.167   | 2       | 9     |
| 8º   | 48 | Jorge Lorenzo    | Caja Madrid Derbi Racing  | Derbi        | 23   | +39.210   | 5       | 8     |
| 9º   | 79 | Gábor Talmácsi   | Exalt Cycle Red Devil     | Aprilia      | 23   | +45.888   | 14      | 7     |
| 10º  | 88 | Robbin Harms     | Seedorf Racing            | Aprilia      | 23   | +48.500   | 15      | 6     |
| 11º  | 41 | Yōichi Ui        | Freesoul Racing           | Gilera       | 23   | +1:07.473 | 20      | 5     |
| 12º  | 31 | Julián Simón     | Semprucci Angaia Malaguti | Malaguti     | 23   | +1:08.499 | 28      | 4     |
| 13º  | 32 | Fabrizio Lai     | Semprucci Angaia Malaguti | Malaguti     | 23   | +1:25.817 | 18      | 3     |
| 14º  | 26 | Emilio Alzamora  | Caja Madrid Derbi Racing  | Derbi        | 23   | +1:46.395 | 27      | 2     |
| 15º  | 33 | Stefano Bianco   | Metis Gilera Racing       | Gilera       | 23   | +1:50.845 | 25      | 1     |
| 16º  | 12 | Thomas Lüthi     | Elit Grand Prix           | Honda        | 22   | +1 giro   | 12      |       |
| 17º  | 28 | Michele Danese   | Metasystem Racing Service | Honda        | 22   | +1 giro   | 31      |       |

### Ritirati
| Nº | Pilota            | Squadra                    | Motocicletta | Giri | Griglia |
| -- | ----------------- | -------------------------- | ------------ | ---- | ------- |
| 25 | Imre Tóth         | Team Hungary               | Honda        | 20   | 29      |
| 6  | Mirko Giansanti   | Matteoni Racing            | Aprilia      | 19   | 7       |
| 46 | Matthew Kuhne     | Matt Attack Racing         | Honda        | 19   | 34      |
| 7  | Stefano Perugini  | Abruzzo Racing             | Aprilia      | 17   | 1       |
| 23 | Gino Borsoi       | Globet.com Racing          | Aprilia      | 17   | 24      |
| 4  | Lucio Cecchinello | Safilo Oxydo-LCR           | Aprilia      | 14   | 10      |
| 22 | Pablo Nieto       | Master-MXOnda-Aspar        | Aprilia      | 14   | 13      |
| 10 | Roberto Locatelli | KTM-Red Bull               | KTM          | 12   | 19      |
| 36 | Mika Kallio       | KTM-Red Bull               | KTM          | 9    | 3       |
| 11 | Max Sabbatani     | Abruzzo Racing             | Aprilia      | 8    | 26      |
| 58 | Marco Simoncelli  | Matteoni Racing            | Aprilia      | 7    | 11      |
| 34 | Andrea Dovizioso  | Team Scot                  | Honda        | 6    | 8       |
| 27 | Casey Stoner      | Safilo Oxydo-LCR           | Aprilia      | 5    | 4       |
| 44 | Joshua Waters     | Grand Prix Training Centre | Honda        | 5    | 30      |
| 63 | Mike Di Meglio    | Metasystem Racing Service  | Honda        | 1    | 21      |
| 42 | Gioele Pellino    | Sterilgarda Racing         | Aprilia      | 1    | 32      |

### Non partito
| Nº | Pilota       | Squadra   | Motocicletta | Griglia |
| -- | ------------ | --------- | ------------ | ------- |
| 24 | Simone Corsi | Team Scot | Honda        | 33      |

### Non qualificati
| Nº | Pilota         | Squadra                 | Motocicletta |
| -- | -------------- | ----------------------- | ------------ |
| 45 | Brett Simmonds | Tassie Simmonds Racing  | Honda        |
| 3  | Daniel Pedrosa | Telefonica Movistar jnr | Honda        |